# Christoph Leon
Christoph F. Leon (* 11. Januar 1939; † 24. Januar 2017) war ein österreichischer, in der Schweiz tätiger, Klassischer Archäologe und Kunsthändler.

## Leben
Christoph Leon studierte Klassische Archäologie und wurde an der Universität Innsbruck mit einer Arbeit zur Bauornamentik des Trajansforums promoviert. Er wurde vor allem als Kunsthändler und Mittelsmann bei Kunstverkäufen von besonders herausragenden Artefakten bekannt. Er war unter anderem 1984 für den Verkauf einer apulischen Vasengruppe an die Antikensammlung Berlin mitverantwortlich, die sich später als Fund einer Raubgrabung herausstellte. 1993 war er für den Verkauf eines makedonischen Goldkranzes an das J. Paul Getty Museum in Los Angeles verantwortlich, der ebenfalls von griechischen Behörden als Raubgut angesehen wird. Leon wurde deshalb zusammen mit der früheren Kuratorin des Museums, Marion True, in Athen angeklagt. Doch ist die Herkunft nicht wirklich geklärt, Leon sah sich und seinen Berufsstand verunglimpft und vor allem ungerechtfertigten Raubgrabungsvorwürfen aus Griechenland ausgesetzt. Seinerseits beanspruchte er, sich für einen sauberen Kunsthandel einzusetzen und verurteilte lautstark die Methoden anderer Kunsthändler, die gefälschten Antiken über Ausstellungen in renommierten Sammlungen den Anschein von Authentizität zu verleihen suchten.
Seine Schwester war die Archäologin Veronika Mitsopoulos-Leon.

## Schriften
- Die Bauornamentik des Trajansforums und ihre Stellung in der früh- und mittelkaiserzeitlichen Architekturdekoration Roms (= Publikationen des Österreichischen Kulturinstituts in Rom. Abteilung 1: Abhandlungen Bd. 4). Böhlau, Wien-Köln-Graz 1971 ISBN 3-205-08530-2 (= Dissertation).
- Athen und Attika (Hallwag-Führer), Hallwag, Bern-Stuttgart 1978, ISBN 3-444-06012-2.
- Peloponnes (Hallwag-Führer), mit Fotografien von Hans Weber, Hallwag, Bern-Stuttgart 1981, ISBN 3-444-10277-1.